# Абашев Дмитро Миколайович
Дмитро́ Микола́йович Аба́шев (нар. 1829 — пом. 11 (23) січня 1880) — український та російський хімік і агроном.

## Життєпис
Син поміщика Смоленської губернії Миколи Івановича Абашева — автора низки публікацій про удосконалення ведення сільського господарства.
1851 року закінчив природничий факультет Імператорського Санкт-Петербурзького університету та здобув ступінь кандидата природничих наук.

### Московський період
У 1854—1857 роках Абашев працював старшим учителем природознавчих наук 4-ї Московської гімназії. Молодого педагога було обрано членом Московського товариства дослідників природи. 1857 року в бюлетені «Recherches sur la dissolubilité mutuelle des liquides», яке видавало це товариство, Абашев опублікував свою магістерську дисертацію «Вивчення явищ взаємного розчинення рідин» (рос. «Исследования о явленнях взаимного растворения жидкостей»). Наступного року ця дисертація вийшла в Москві окремим виданням. Магістерську дисертацію Абашев захистив у Московському університеті.

### Київський період
Здобувши ступінь магістра хімії, 1858 року Абашев стає ад'юнктом (помічником професора) кафедри хімії університету святого Володимира в Києві (нині Київський національний університет імені Тараса Шевченка). На початку 1859 року його відрядили на півтора року за кордон із науковою метою.
Коли у жовтні 1860 року Абашев повернувся з відрядження, то очолив в університеті кафедру хімії, оскільки попередній завідувач кафедри Ігнатій Матвійович Фонберг подав у відставку. У 1860—1861 роках Дмитро Миколайович також читав у Києві публічні лекції.
Абашев очолював кафедру хімії неповних два роки. У серпні 1862 року через хворобу він вийшов у відставку.

### Одеський період
1865 року Абашева призначають доцентом агрономії новоствореного Імператорського Новоросійського університету в Одесі (нині Одеський національний університет імені І. І. Мечникова).
1868 року в Імператорському Харківському університеті Абашев захистив дисертацію «Про теплові явища, що виникають при сполученні рідин» (рос. «О тепловых явлениях, обнаруживающихся при соединении жидкостей») і здобув ступінь доктора хімії. Того ж року цю роботу вченого було опубліковано в «Записках Новоросійського університету».
1869 року Абашев стає екстраординарним, а 1870 року — ординарним професором агрономічної хімії Новоросійського університету. Від 1875 року був віце-президентом Імператорського товариства сільського господарства Південної Росії.
1879 року Абашев удруге вийшов у відставку. У січні наступного року він помер.
Похований на Першому Християнському цвинтарі Одеси. 1937 року комуністичною владою цвинтар було зруйновано. На його місці був відкритий «Парк Ілліча» з розважальними атракціонами, а частина була передана місцевому зоопарку. Нині достеменно відомо лише про деякі перепоховання зі Старого цвинтаря, а дані про перепоховання Абашева відсутні.

## Наукова діяльність
Як хімік Абашев був піонером у вивченні взаємного розчинення рідин і термохімії неводних розчинів. Виявив обмеженість взаємної розчинності рідин та існування критичної температури розчинення. Розглядав розчини як молекулярні сполуки.
Дослідження Абашева з розчинності рідин мали подальший розвиток у працях російського фізикохіміка Володимира Федоровича Алексєєва.
Докторську дисертацію Абашева «Про теплові явища, що виникають при сполученні рідин» Микола Миколайович Бекетов охарактеризував як «класичну працю в галузі експериментальних наук».
У галузі агрономії та агрохімії Абашев опублікував праці «Про рільництво в Англії» (1865 рік), «Про механічний аналіз ґрунту», а також 1864 року написав відгук на працю німецького хіміка Юстуса фон Лібіха «Хімія в застосуванні до рільництва та фізіології рослин».

### Публікації
- Исследования о явленнях взаимного растворения жидкостей. — Москва, 1858. (рос.)
- «Химия в приложении к земледелию и физиологии растений» Ю. Любиха // Русский вестник. — 1864. — № 7. (рос.)
- Агрономическое учение Либиха. — Москва, 1864. (рос.)
- О земледелии в Англии // Русский вестник. — 1865. — № 4. (рос.)
- О тепловых явлениях, обнаруживающихся при соединении жидкостей // Записки Новороссийского университета. — 1868. — Т. 1. — Выпуск 6. (рос.)
- О механическом анализе почвы // Записки Новороссийского университета. — Т. 4. (рос.)
- Замечания на разбор профессора Соколова // Записки Новороссийского университета. (рос.)